# Hydronimia
Hydronimia – dział toponimii zajmujący się badaniem nazw własnych wód (stałych lub płynących), czyli hydronimów, np. nazw jezior, studni; mórz, rzek, strumieni, wodospadów itd. 
Hydronimy zawierają istotne informacje służące geolokalizacji, które w przeszłości służyły m.in. do orientacji w terenie, wyznaczania szlaków handlowych czy linii granicznych. W historycznych dokumentach pisanych zostały zachowane nazwy niektórych wód – głównie o dużym zasięgu, a więc i znaczeniu, np. Marek Agrypa zapisał nazwę Wisły jako Vistla (ok. 44 r.), niemieckie kroniki z 814 roku Odrę utrwaliły jako Odera. Wraz z rozwojem piśmiennictwa polskiego (powstanie polskich kancelarii, kroniki kościelne, akty sądowe, inwentarze, zapisy spadkowe itp.) zaczęły pojawiać się wyrazy zlatynizowane nazywające wody na terenie kraju. Należy zaznaczyć, że rekonstrukcja form jest problematyczna, biorąc pod uwagę różnice w ówczesnej grafii. 
- Do najstarszych hydronimów w Polsce należą największe rzeki: Wisła, Odra, Bug, Warta, Nysa. Pochodzenie ich nazw, jak i motywacji, nie jest jasne, ponieważ dotyczy czasów przedsłowiańskich (rodzina indoeuropejska).
- Młodsze nazwy odnoszą się do leksyki słowiańskiej (zasób słów – m.in. – woda, strumień, jezioro; a także: Warta, Soła).
- Najmłodsze hydronimy powstały w oparciu o zasób leksykalny języka polskiego (np. Rudawa, Kamienna), często nazwa danej formy wodnej odnosi się do nazwy pobliskiej miejscowości, np. Wrześnianka od Września.
- Ponadto wyróżnia się nazwy obce nabyte (przeważnie z języka niemieckiego, czeskiego i słowackiego, a także grupy bałtyckiej) w procesie kontaktów językowych w czasach dawnych.

Obecnie niejasne są znaczenie hydronimów powstałych z wyrazów pospolitych, które zanikły w wyniku rozwoju języka polskiego lub były używane na ograniczonym terenie (regionalizmy), np.  barycz – moczar, biel – bagno, bielawa – podmokła łąka.
Pod względem znaczeniowym wyróżnia się trzy główne grupy hydronimów:
1. hydronim odnosi się do cech charakterystycznych nazywanego obiektu (np. cechy naturalne obiektu) – np. Pokrzywnica, Białka,
2. hydronim odnosi się do osoby będącej w posiadaniu obiektu (nazwa dzierżawcza) – np. Babia Struga, Piotrowa Woda,
3. hydronim odnosi się do innych cech: geograficznych, elementów pobliskiej przyrody itp.  – np.  najczęściej przymiotniki od nazw miejscowości: Jezioro Szczytnowskie, zdarzają się również przeniesienia nazw miejscowych na nazwę wody: Oława (potocznie Oławka).

W publikacji Nazwy geograficzne Rzeczypospolitej Polskiej (1991) zawarto ok. 28 tys. toponimów, z czego blisko 3,5 tys. stanowią hydronimy. W cyklu Nazewnictwo Geograficzne Polski (2006) zawarto już ok. 16 tys. standaryzowanych hydronimów (w celu odpowiedniej klasyfikacji zastosowano również dwie kategorie: 1. Wody płynące, źródła, wodospady i 2. Wody stojące), które zostały zweryfikowane przez Komisję Nazw Miejscowości i Obiektów Fizjograficznych. Ponadto  Hydronimia Wisły pod red. P. Zwolińskiego zawiera nazwy dorzecza Wisły, z kolei nazwy wodne Sanu opracował Rieger (1969), a nazwy dorzecza Warty opracował J. Rieger oraz E. Wolnicz-Pawłowska (1975).